# Čížkrajice (tvrz)
Tvrz Čížkrajice je bývalé panské sídlo nacházející se ve vesnici Čížkrajice v okrese České Budějovice. Její zbytky jsou chráněny jako kulturní památka České republiky, na seznam památek byly pod rejstříkovým číslem 37802/3-66 zapsány před rokem 1988.

## Historie
Je možné, že se v Čížkrajicích nacházela středověká tvrz již v polovině 14. století, predikáty Pelhřima z Čížkrajovic a Beneše z Čížkrajovic, kteří kolem roku 1350 zemřeli, jsou ale nejasné. Na začátku 15. století zde sídlil Jan Žestovec ze Světví, první písemná zmínka o samotné tvrzi ale pochází až z doby pozdější, kdy se roku 1437 dostalo zboží i s tvrzí do majetku Vojtěcha z Jívovice. Právě rod Sudliců z Jívovice, který zde seděl až do druhé poloviny 16. století, nechal středověkou tvrz nahradit někdy po roce 1500 pohodlnějším renesančním sídlem. Přes Jindřicha Otíka Bradského z Labouně, jenž zemřel roku 1605, se zboží dostalo do rukou Jana Viléma Mičana z Klinštejna, který se ale podílel na stavovském povstání a majetek mu byl zabaven. S omezeními mu byla tvrz navrácena, dobu třicetileté války ale zboží přežilo jako částečně zpustlé a zadlužené. Od poloviny 17. století se majitelé střídali, postupně mezi nimi byli Býšovci z Býšova, Jan z Pechelsdorfu a Rajští u Dubnice. Od nich v roce 1745 koupil Čížkrajice hrabě František Leopold Buquoy a připojil je ke svému novohradskému panství, čímž statek ztratil samostatnost a tvrz definitivně i sídelní funkci. Roku 1803 bylo bývalé panské sídlo prodáno soukromým osobám a stala se z něj obytná stavení, nyní domy čp. 31 a 33.

## Stavební vývoj
Kde se nacházela původní středověká tvrz, není známo. Renesanční objekt tvrze se nachází v severovýchodním rohu bývalého hospodářského dvora, který byl později po připojení k Novým Hradům rozparcelován. Jednalo se o jednopatrový obdélníkový objekt bez vnějšího opevnění, samotný dvůr se zahradou byl ohrazen pouze běžnou ohradní zdí. Poté, co byla v roce 1803 prodána, byla tvrz přestavěna na obytné dvojstavení. První patro bylo strženo po požáru v polovině 19. století, v této podobě se přízemní objekt se sedlovou střechou nachází doposud. Stavba stále využívá zbytky původního zdiva tvrze.